# جورج اندروز
جورج اندروز (بالإنجليزية: George Andrews)‏ (23 أبريل 1942 في المملكة المتحدة - ) هو مدرب كرة قدم ولاعب كرة قدم بريطاني في مركز الهجوم. لعب مع شروزبري تاون وكارديف سيتي ونادي ساوثبورت ونادي لوتون تاون ونادي والسول ونادي ووستر سيتي وغورنال أثلتيك ‏.

## وصلات خارجية
- جورج اندروز على موقع قاعدة بيانات كرة القدم.إي يو (الإنجليزية)